# Melecta corpulenta
Melecta corpulenta är en biart som beskrevs av Morawitz 1875. Melecta corpulenta ingår i släktet sorgbin, och familjen långtungebin. Inga underarter finns listade i Catalogue of Life.